# Mønbo Herred
Mønbo Herred var et herred i Præstø Amt. Ud over Møn omfatter herredet også øerne Lindholm, Nyord, Bogø og Farø samt flere småholme i Stege Bugt.
Herredet hørte oprindeligt under Stegehus Len, der i 1662 blev ændret til Møn Amt , indtil det i 1803 (i henhold til reformen i 1793) blev en del af Præstø Amt.
I middelalderen var øen delt i to herreder, Møn Øster Herred og Møn Vester Herred
I herredet ligger købstaden Stege samt følgende sogne:
- Bogø Sogn
- Borre Sogn
- Damsholte Sogn
- Elmelunde Sogn
- Fanefjord Sogn
- Keldby Sogn
- Magleby Sogn
- Nyord Sogn
- Stege Sogn